# Bun (ソフトウェア)
Bunとは、プログラミング言語Zigを用いてゼロから構築されたJavaScriptランタイム、パッケージマネージャー、テストランナービルダーである。Jarred SumnerによってNode.jsの完全互換として設計された。Node.jsやDenoがJavaScriptエンジンとしてV8を利用しているのに対し、BunはJavaScriptCoreを採用している。
バンドル、縮小化、サーバーサイドレンダリング(SvelteKit、Nuxt.js、Vite) がサポートされている。
ランタイムではForeign function interface (FFI)、SQLite3、TLS 1.3、DNS解決がサポートされている。 また、ファイル編集、HTTPサーバー、WebSocket、ハッシュ関数などの一般的なツールも提供されている。